# Site de Cipari
Cipari est un site mégalithique et un parc archéologique situés dans le district de Cigugur, kabupaten de Kuningan, dans la province de Java occidental, en Indonésie.

## Description
Le site de Cipari a révélé des sarcophages de pierre, des dolmens, des menhirs, des tombes, des haches et autres objets. On pense que Cipari était un lieu d'habitat, de culte et d'enterrement.

## Datation
Le paléoanthropologue britannique Richard Leakey a estimé la datation du site dans l'un de ses ouvrages à environ 1000 av. J.-C..

## Parc archéologique
Les autorités locales ont aménagé le site en parc de loisirs. C'est le premier parc archéologique d'Indonésie.